# Tragoscelis
Tragoscelis es un género de coleóptero de la familia Endomychidae.

## Especies
Las especies de este género son:
- Tragoscelis acuticollis
- Tragoscelis angustus
- Tragoscelis latipes
- Tragoscelis malayanus
- Tragoscelis philippinensis
- Tragoscelis pimctulatus
- Tragoscelis servilis
- Tragoscelis tarsalis